# Заболоть (Житомирський район)
За́болоть — село в Україні, у Радомишльській міській територіальній громаді Житомирського району Житомирської області. Населення становить 525 осіб, 466 осіб (01.01.2025).

## Географія
Селом протікає річка Межерічка, ліва притока Тетерева.

## Історія
Перша писемна згадка про село датується 1606 роком. У 1885 році Заболоття, колишнє власницьке село, дворів 78, мешканців 561; православна церква, школа, постоялий будинок.
До 16 травня 2017 року — адміністративний центр Заболотської сільської ради Радомишльського району Житомирської області.